# بیل کامپس (بازیکن فوتبال)
بیل کامپس (انگلیسی: Bill Cope; ۲۳ نوامبر ۱۸۹۹ – ۱ آوریل ۱۹۷۹) بازیکن فوتبال اهل بریتانیا بود.
از باشگاه‌هایی که در آن بازی کرده‌است می‌توان به باشگاه فوتبال بولتون واندررز و باشگاه فوتبال پورت ویل اشاره کرد.